# Desireé Cousteau
Desireé Cousteau (Savannah, Geòrgia, 1 de gener de 1956) és una actriu pornogràfica retirada estatunidenca.

Desireé Cousteau, nom artístic de Deborah Clearbranch, va néixer al gener de 1956 a la ciutat de Savannah (Geòrgia), ciutat seu del comtat de Chatham. Cousteau aspirava a ser la model convencional, però li van dir que no era prou alta ni prou prima per tenir èxit. Després de treballar com a model de llenceria, va posar per a la revista Penthouse. Al començament dels anys 1970 va intentar entrar en la carrera d'actriu, aconseguint un petit paper en la pel·lícula de sèrie B Caged Heat, opera prima del director Jonathan Demme, Óscar per El silenci dels xais. La seva carrera aquí mai va enlairar, i aviat es va veure atreta pel món del cinema de sexe.
Va debutar en la indústria pornogràfica com a actriu en 1978, als 22 anys. Un dels seus primers papers va ser en la pel·lícula d'Alex de Renzy Pretty Peaches, que li va valer el premi a la Millor actriu per l'Associació de Cinema per a Adults d'Amèrica. En la pel·lícula, la protagonista sofria un accident automobilístic després d'assistir a les noces del seu pare. Dos homes la troben i s'aprofiten sexualment d'ella.
Un altre dels treballs destacats en els seus primers anys d'actriu pornogràfica va ser Inside Desiree Cousteau, una pel·lícula pseudo-autobiogràfica, en la qual Desirée interpretava a un periodista que tractava de dissuadir als homes interessats en els seus encants. Tractant d'evitar més del mateix, troba un treball en un iot de luxe, però s'involucra amb dues estrelles pornogràfiques. Finalment accepta el fet que el sexe és el resultat de qualsevol treball que intenta; ella posa la seva mirada en una carrera com a estrella porno i "viu feliç per sempre". Amb aquest treball i Pretty Peaches, Cousteau va ser referenciada com una de les actrius pornogràfiques destacada en la Edat d'Or del Porno.
Com a actriu, Desirée Cousteau va treballar per a estudis com VCA Pictures, VCX, Caballero, Video X Pix, Alpha Blue, Western Visuals, Global Media International, Metro, Blue Vanities, Alpha France, Ventura, Odyssey, Shooting Star o Arrow Productions.
Cousteau va continuar en la indústria fins a 1988, any en què finalment es va retirar per a tornar al seu estat natal i treballar com a psicòloga. Va participar en un total de 127 pel·lícules com a actriu.
Va ingressar en el Saló de la fama dels Premis XRCO en 1992 i els AVN en 1997.

## Filmografia
- Best of XXX
- Boiling Point (1978)
- China Cat (1978)
- Easy (1978)
- Formal Faucett (1978)
- Hot Lunch (1978)
- Pizza Girls (1978)
- Pretty Peaches (1978)
- Swedish Erotica Film 207 (1978)
- Swedish Erotica Film 236 (1978)
- Telefantasy (1978)
- 800 Fantasy Lane (1979)
- Candy Goes to Hollywood (1979)
- Deep Rub (1979)
- Ecstasy Girls 1 (1979)
- Enquetes (1979)
- Female Athletes (1979)
- Getting Off (1979)
- Gina the Foxy Lady (1979)
- Hot Rackets (1979)
- Initiation au collège (1979)
- Inside Desiree Cousteau (1979)
- Ms. Magnificent (1979)
- Summer Heat (1979)
- Swedish Erotica Film 242 (1979)
- Swedish Erotica Film 295 (1979)
- That's Erotic (1979)
- That's Porno (1979)
- Best of Porno (1980)
- Diamond Collection 10 (1980)
- Diamond Collection 5 (1980)
- Diamond Collection Film 005 (1980)
- Randy the Electric Lady (1980)
- Best of Gail Palmer (1981)
- Delicious (1981)
- French Finishing School (1981)
- Swedish Erotica 15 (1981)
- Swedish Erotica 23 (1981)
- Swedish Erotica 26 (1981)
- Swedish Erotica 27 (1981)
- Swedish Erotica 6 (1981)
- Tale of Tiffany Lust (1981)
- Center Spread Girls (1982)
- Erotica Collection 1 (1982)
- Peep Shows 2 (1982)
- Aphrodesia's Diary (1983)
- Best of Alex de Renzy (1983)
- Erotic Fantasies 2 (1983)
- Erotic Fantasies 4 (1983)
- Flight Sensations (1983)
- Hot Pink: Best Of Alex DeRenzy 2 (1983)
- Swedish Erotica Superstars Featuring Bridgette Monet (1983)
- Sweet Alice (1983), de Joseph F. Robertson
- Turbo Sex (1983)
- Behind the Scenes of an Adult Movie (1984)
- Critic's Choice 2 (1984)
- Hot Bodies (1984)
- Erotic Gold 2 (1985)
- Free and Foxy (1985)
- Classic Swedish Erotica 8 (1986)
- Wild Orgies (1986)
- Legends of Porn 1 (1987)
- Sex In The Great Outdoors (1987)
- Blue Vanities 34 (1988)
- Blue Vanities 46 (1988)
- Blue Vanities 67 (1988)
- Forbidden Worlds (1988)
- Only the Best of Breasts (1988)
- Oral Ecstasy 4 (1988)
- Yuppies in Heat (1988)
- Legends of Porn 2 (1989)
- Blue Vanities 18 (1992)
- Case of the Missing Seka Master (1993)
- Swedish Erotica Hard 15 (1993)
- Swedish Erotica Hard 22 (1993)
- Swedish Erotica Hard 23 (1993)
- Swedish Erotica Hard 24 (1993)
- True Legends of Adult Cinema: The Cult Superstars (1993)
- Blue Vanities 240 (1995)
- Blue Vanities 274 (1996)
- Blue Vanities 275 (1996)
- Blue Vanities 278 (1996)
- Blue Vanities 276 (1997)
- Blue Vanities 277 (1997)
- Blue Vanities 296 (1998)
- Blue Vanities 298 (1998)
- Blue Vanities 324 (1999)
- Very Best of Seka (2000)
- John Holmes and Company (2001)
- Mr. Big Stuff (2001)
- Tribute to the King 1 (2002)
- Tribute To The King 2 (2002)
- Swedish Erotica 4Hr 10 (2003)
- Swedish Erotica 4Hr 2 (2003)
- Swedish Erotica 4Hr 3 (2003)
- Swedish Erotica 4Hr 5 (2003)
- Swedish Erotica 4Hr 7 (2003)
- Diamond Collection (2004)
- Golden Age of Porn: Desiree Cousteau (2004)
- Strokin' to the Oldies: Seka (2004)
- Chris Cassidy Collection (2005)
- John Holmes Sexual Rage (2005)
- Double D Diamond Collection 1 (2006)
- Very Best of Annette Haven (2006)
- Very Best of Desiree Cousteau (2006)
- Battle of the Superstars: Seka vs. Kay Parker (2009)
- Desiree Cousteau's Porn Players (2012)
- Plastic Classics (2012)
- Rub A Dub Dub Retro Sluts In A Tub (2012)

## Premis i nominacions
| Any  | Cerimònia   | Resultat   | Premi         | Treball        |
| ---- | ----------- | ---------- | ------------- | -------------- |
| 1978 | AFAA Awards | Guanyadora | Millor actriu | Pretty Peaches |